# Djiguenni
Djiguenni este o comună din Regiunea Hodh Ech Chargui, Mauritania, cu o populație de 10.862 locuitori.